# ماریا مایا
ماریا آنتونیا جیگلیوتی کامپوس مایا (زاده ۲۹ ژوئن ۱۹۸۱ در ریودوژانیرو) یک هنرپیشه اهل برزیل است.
او دختر کارگردان ولف مایا و همچنین بازیگر و کارگردان سینینه د پائولا، خواهرزاده کمدین چیکو آنیسیو، نوه لوپه جیگلیوتی، پسر عموی دوم کمدین و بازیگر، نیکو نتو، مارکوس پالمیرا و برونو ماتزئو است.

## فیلم‌شناسی

### تلویزیون
| سال  | عنوان                  | نقش                                   | یادداشت‌ها                                                     |
| ---- | ---------------------- | ------------------------------------- | ------------------------------------------------------------- |
| ۱۹۹۵ | کارا و کوروا           | نادیا پینیرو برانداو                  |                                                               |
| ۱۹۹۶ | سالسا و مرنگو          | کلی بولا                              |                                                               |
| ۱۹۹۸ | هیلدا فوراکا           | زورا                                  |                                                               |
| ۱۹۹۸ | شما تصمیم بگیرید       | گریس کلی                              | قسمت: "سیری تراژکو، اگر نمی‌شود مزاحم شد"                      |
| ۲۰۰۰ | مورالا                 | مواتیر                                |                                                               |
| ۲۰۰۱ | "جنتاً شجاع             | آرکیما                                | قسمت: "آوس میستریوس دو سکس"                                   |
| ۲۰۰۲ | "کوینتو دوس جهنم"      | ماریا لیلیا                           |                                                               |
| ۲۰۰۲ | سیتیو دو پیکاپو امارلو | تونیکا ونتانیا                        | فصل ۲؛ مشارکت ویژه                                            |
| ۲۰۰۳ | شکلات و پیمتا          | لیلیان کمپوس سورس (لیلی)              |                                                               |
| ۲۰۰۴ | "سیدورا دو دیستینو"    | (ریجینانا) فریرای دا سیلوا (ریجینینا) |                                                               |
| ۲۰۰۵ | "بزرگمرد"              | نیازمندی                              | پایان سال ویژه                                                |
| ۲۰۰۶ | کوبرا و لاگارتوس       | کافه (ساندرینا) میراندا (ساندرینها)   |                                                               |
| ۲۰۰۷ | کنساو شکسا             | خودش                                  | شرکت کنندهٔ جدید تیم زرد                                       |
| ۲۰۰۸ | کاسوس و آکاسوس         | سیلفیا                                | قسمت: "او دیسیجو اسکیډو، او Cara Reprimido e o Livro Roubado" |
| ۲۰۰۸ | تاما لا، دا ک          | مادر عراقی                            | قسمت: "نا بوکا دو ساپو"                                       |
| ۲۰۰۹ | راه هند                | انیس کادر                             |                                                               |
| ۲۰۱۱ | آکوئل بیژو             | ریسا باربوسا                          |                                                               |
| ۲۰۱۳ | "امور آ ویدا"          | الیهاندرا رایز مورنو                  |                                                               |

### فیلم
| سال  | عنوان            | نقش          | یادداشت           |
| ---- | ---------------- | ------------ | ----------------- |
| ۲۰۰۹ | Seu Fosse Você ۲ | فروشنده خانم | حمایت از بازیگران |
| ۲۰۰۹ | تمپو د پاز       | پرستار       | حمایت از بازیگران |